# Wilhelm Holmqvist
Wilhelm Egon Holmqvist, född 6 april 1905 i Ljusdals församling, Gävleborgs län, död 9 augusti 1989 i Stockholm, var en svensk arkeolog och konsthistoriker. Han erhöll professors namn 1965.
Holmqvist var elev till Nils Åberg och disputerade 1939 vid Stockholms högskola på avhandlingen Kunstprobleme der Merowingerzeit där särskilt flätbandsornamentik diskuteras. Han var en av arkeologena som hittade Granhammarsmannen 1953. Holmqvist ledde utgrävningarna på Helgö. Dessa kom senare att kritiseras för att ha utförts med gammalmodiga metoder och en avsaknad av modern stratigrafi.
Han var gift med Ulla Kroon (1917–1995), dotter till hovintendent John Kroon och Ingrid Kjellberg.